# Диселенид гольмия
Диселенид гольмия — бинарное неорганическое соединение
гольмия и селена
с формулой HoSe2,
кристаллы.

## Получение
- Нагревание чистых веществ:

{\displaystyle {\mathsf {Ho+2Se\ {\xrightarrow {T}}\ HoSe_{2}}}}

## Физические свойства
Диселенид гольмия образует кристаллы
ромбической сингонии, параметры ячейки a = 1,637 нм, b = 1,592 нм, c = 1,194 нм,
структура типа диселенида эрбия ErSe2
.